# Куевітас (Техас)
Куевітас (англ. Cuevitas) — переписна місцевість (CDP) в США, в окрузі Ідальго штату Техас. Населення — 33 особи (2020).

## Географія
Куевітас розташований за координатами 26°15′24″ пн. ш. 98°34′39″ зх. д. / 26.25667° пн. ш. 98.57750° зх. д. (26.256604, -98.577512).  За даними Бюро перепису населення США в 2010 році переписна місцевість мала площу 0,87 км², з яких 0,80 км² — суходіл та 0,07 км² — водойми.

## Демографія
Згідно з переписом 2010 року, у переписній місцевості мешкало 40 осіб у 15 домогосподарствах у складі 11 родини. Густота населення становила 46 осіб/км².  Було 16 помешкань (18/км²).
Расовий склад населення:
| - 100,0 % — білих |

До двох чи більше рас належало 0,0 %. Частка іспаномовних становила 100,0 % від усіх жителів.
За віковим діапазоном населення розподілялося таким чином: 22,5 % — особи молодші 18 років, 67,5 % — особи у віці 18—64 років, 10,0 % — особи у віці 65 років та старші. Медіана віку мешканця становила 48,0 року. На 100 осіб жіночої статі у переписній місцевості припадало 100,0 чоловіків;  на 100 жінок у віці від 18 років та старших — 121,4 чоловіків також старших 18 років.
Цивільне працевлаштоване населення становило 0 осіб. 